# Lockheed Vega
O Vega foi um monoplano de seis lugares produzido pela Lockheed Corporation. O avião fez seu primeiro voo em 4 de julho de 1927. Amelia Earhart foi a primeira mulher a cruzar o oceano atlântico neste avião, Wiley Post conseguiu provar a existência das correntes de jato neste avião.

## Histórico operacional
O primeiro Vega 1, chamado Golden Eagle, voou da fábrica da Lockheed em Los Angeles em 4 de julho de 1927. Ele podia cruzar a uma velocidade de 193 km/h (120 mph) e tinha uma velocidade máxima de 217 km (135 mph). /h). A carga de quatro passageiros (mais um piloto) foi considerada muito pequena para uso aéreo. Vários proprietários privados fizeram pedidos para o projeto e, no final de 1928, 68 desse projeto original haviam sido produzidos. Nas corridas aéreas nacionais de 1929 em Cleveland, Vegas ganhou todos os prêmios de velocidade.
Em 1928, Vega Yankee Doodle (NX4769) foi usado para quebrar recordes de velocidade transcontinental. Nos dias 19 e 20 de agosto, o dublê de Hollywood Arthur C. Goebel quebrou o recorde de costa a costa de Russell Maughan voando de Los Angeles, Califórnia, para Garden City, Nova York, em 18 horas e 58 minutos, no que também foi o primeiro vôo sem escalas de oeste para leste. Em 25 de outubro, o barnstormer e ex-piloto de correio Charles B.D. Collyer quebrou o recorde sem escalas de leste a oeste estabelecido em 1923 pelo Serviço Aéreo do Exército dos EUA em 24 horas e 51 minutos. Tentando quebrar o novo recorde de oeste para leste em 3 de novembro, Collyer caiu perto de Prescott, Arizona, matando ele e o proprietário da aeronave, Harry J. Tucker.
Procurando melhorar o design, a Lockheed entregou o Vega 5 em 1929. Adicionando o motor Pratt & Whitney R-1340 Wasp de 450 hp (336 kW) e uma nova carenagem NACA melhorou o desempenho o suficiente para permitir a adição de mais dois assentos e velocidade de cruzeiro para 155 mph (249 km/h) e velocidade máxima para 165 mph (266 km/h). A nova configuração de seis lugares provou ser muito pequena, e o 5 foi adquirido principalmente para aviação privada e transporte executivo. Um total de 64 Vega 5s foram construídos. Em 1931, o Corpo Aéreo do Exército dos Estados Unidos comprou dois Vega 5; um designado C-12 e outro como C-17. O C-17 tinha tanques de combustível adicionais nas asas.
O Vega pode ser difícil de pousar. Em suas memórias, Elinor Smith escreveu que tinha "todo o potencial de deslizamento de uma pedra caindo de uma montanha." Além disso, a visibilidade frontal e lateral do cockpit era extremamente limitada; Lane Wallace, colunista da revista Flying, escreveu que "Mesmo [em vôo nivelado], o pára-brisas ofereceria uma visão melhor do céu do que qualquer outra coisa, o que tornaria mais difícil detectar mudanças de atitude ou ângulo de inclinação. Na decolagem ou pouso, quase não haveria visibilidade para frente."

## Variantes

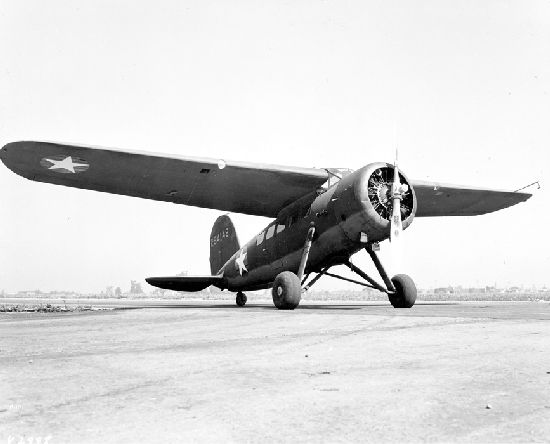
O UC-101 (um Vega 5C).

Vega 1Monoplano de cabine de cinco lugares, acomodação para um piloto e quatro passageiros, movido por um motor de pistão radial Wright J-5, J-5A, J-5AB ou J-5C Whirlwind de 225 hp (168 kW).
Vega 2monoplano de cabine de cinco lugares, movido por um motor de pistão radial Wright J-6 Whirlwind de 300 hp (224 kW).
Vega 2ARedesignação de uma aeronave Vega 2, modificada para operadores de maior peso bruto.
Vega 2DRedesignação de dois Vega 1s e um Vega 2, cada um equipado com um motor de pistão radial Pratt & Whitney Wasp de 300 hp (224 kW).
Vega 5Versão melhorada, alimentada por um motor de pistão radial Wasp B de 410 hp (306 kW), Wasp C1 de 450 hp (336 kW) ou 420 hp (313 kW).
Vega 5A Executiveversão executiva de transporte, com interior em pelúcia.
Vega 5BVersão de transporte de passageiros de sete lugares, construída para operações de maior peso bruto com operadores comerciais.
Vega 5Cmonoplano de cabine de sete lugares, com superfícies de cauda revisadas, construído para operações de peso bruto mais alto.
DL-1Vega 5C com fuselagem de liga leve. Construído pela Detroit Aircraft Corporation.
DL-1A/DL-1 SpecialCorrida aérea única e versão recordista, c/n 155.
DL-1BMonoplano com cabine de sete lugares, similar ao DL-1. Construído pela Detroit Aircraft Corporation.
Y1C-12Um DL-1 adquirido pelo Corpo Aéreo do Exército dos EUA para testes e avaliação de serviço.
Y1C-17Um DL-1B adquirido pelo Corpo Aéreo do Exército dos EUA para testes e avaliação de serviço.
UC-101Um Vega 5C colocado em serviço com a Força Aérea do Exército dos EUA em 1942.